# Sony Pictures Classics
Sony Pictures Classics est une société américaine de production et de distribution de films qui fait partie du Columbia TriStar Motion Picture Group, une filiale de Sony Pictures Entertainment Inc.

## Historique
Sony Pictures Classics a été créée en janvier 1992 par Michael Barker, Tom Bernard et Marcie Bloom, qui constituaient l'ancienne équipe dirigeante de Orion Classics,  en tant que division autonome de Sony Pictures. Sa mission est de produire, d'acquérir et/ou  de distribuer des films d'auteurs des États-Unis et à l'international et d'importer aux États-Unis des films étrangers. Elle a souvent investi dans des films à petit budget en ayant ensuite un bon retour sur investissement.
Sony Pictures Classics a sorti des films prestigieux qui ont remporté à ce jour 37 Oscars et 155 nominations aux Oscars, dont les nominations du meilleur film pour The Father (2020) de Florian Zeller, Call Me by Your Name (2017) de Luca Guadagnino, Whiplash (2014) de Damien Chazelle, Amour (2012) de Michael Haneke, Minuit à Paris (2012) de Woody Allen, Une éducation (2009) de Lone Scherfig, Truman Capote (2005) de Bennett Miller, Retour à Howards End (1992)Retour à Howards End de James Ivory , ou encore Tigre et Dragon (2000) de Ang Lee.
En 2006, Sony Pictures Classics a promu le film allemand La Vie des autres de Florian Henckel von Donnersmarck qui a remporté en 2007 l'Oscar du meilleur film international, et en 2008 le César du meilleur film étranger ainsi que le British Academy Film Award du meilleur film en langue étrangère, après que le film ait été rejeté par le Festival de Cannes, la Berlinale, la Mostra de Venise et le Festival du film de New York.
Les trois films produits et/ou distribués par la société ayant connu le plus de succès au box-office sont Tigre et Dragon (2000), Minuit à Paris (2011) et Truman Capote (2005).

## Filmographie partielle
- 1992 : Retour à Howards End de James Ivory
- 1996 : Chacun cherche son chat de Cédric Klapisch (USA)
- 1997 : La Prisonnière espagnole
- 1997 : L'Amour... et après
- 1997 : Ne pas avaler
- 1997 : En compagnie des hommes
- 1998 : Les Moissons d'Irlande
- 1999 : L'Honneur des Winslow
- 1999 : Accords et Désaccords
- 2000 : Tigre et Dragon de Ang Lee
- 2000 : Pollock
- 2001 : Last Orders
- 2002 : Auto Focus
- 2003 : Crime contre l'humanité
- 2004 : She Hate Me
- 2004 : Nous étions libres
- 2004 : Le Marchand de Venise
- 2004 : In My Country
- 2005 : Truman Capote de Bennett Miller
- 2006 : Black Book
- 2007 : L'Homme sans âge
- 2007 : Le Limier
- 2008 : Frozen River
- 2008 : Rachel se marie
- 2008 : Redbelt
- 2009 : L'Imaginarium du docteur Parnassus
- 2009 : Whatever Works
- 2009 : Le Grand Jour
- 2010 : Le Monde de Barney
- 2010 : Vous allez rencontrer un bel et sombre inconnu
- 2011 : Take Shelter
- 2011 : A Dangerous Method
- 2012 : Smashed
- 2012 : To Rome with Love
- 2012 : Minuit à Paris de Woody Allen
- 2012 : Freeway et nous
- 2013 : American Bluff
- 2013 : Before Midnight
- 2013 : Sous surveillance
- 2013 : At Any Price
- 2013 : Blue Jasmine
- 2014 : Whiplash de Damien Chazelle
- 2014 : Still Alice
- 2014 : Magic in the Moonlight
- 2014 : Foxcatcher
- 2014 : L'Attrape-rêves
- 2015 : Ma mère et moi
- 2015 : Truth : Le Prix de la vérité
- 2015 : The Lady in the Van
- 2015 : Maggie a un plan
- 2015 : I Saw the Light
- 2015 : L'Homme irrationnel
- 2016 : The Comedian
- 2016 : Bonjour Anne
- 2017 : Call Me by Your Name de Luca Guadagnino
- 2017 : The Secret Man: Mark Felt
- 2017 : Norman
- 2018 : Puzzle
- 2018 : All is true
- 2018 : Stan et Ollie
- 2020 : La Voix humaine
- 2020 : The Father de Florian Zeller
- 2021 : 12 Mighty Orphans
- 2022 : The Son
- 2023 : Freud, la dernière confession
- 2023 : Le Club des miracles
- 2025 : Nuremberg